# Бёльсдорф
Бёльсдорф (нем. Bölsdorf) — община в Германии, в земле Саксония-Анхальт.
Деревня в Германии.

## География
Бёльсдорф, деревня с церковью, которая лежит в пяти километрах к юго-западу от Тангермюнде между реками Эльбой и Тангер, последний впадает в Эльбу в нескольких километрах к северо-востоку. Район Бёльсдорф расположен в пойме этих двух рек, Тангернидерунг, а потому большая часть поселения окружена дамбой. Город Штендаль находится примерно в пятнадцати километрах от Бёльсдорфа.

#### Соседние деревни
- Демкер и Эльверсдорф на западе,
- Гроблебен на северо-западе,
- Тангермюнде на северо-востоке,
- Бух на юго-востоке,
- Кёкте на юго-западе.

#### Особо охраняемые территории
К востоку от деревни располагаются следующие заповедники:
- «Biosphärenreservat Mittelelbe» (на берегу реки Эльба);
- Территория по охране редких видов птиц «Elbaue Jerichow».
- «Bucher Brack-Bölsdorfer Haken», куда входит старый рукав Эльбы.
- К югу от деревни — «Еlsholzwiesen».

## История
Первое упоминание о деревне датируется 1375 годом как Bolkstorppe в Landbuch der Mark Brandenburg. Она состояла из двадцати двух коммун. В 1429—1440 годах упоминались также Бельксторф, Болкерсторф и Больсторф, в 1687 году — Бёльсторф, а в 1804 году — деревня Бёльсдорф или Бёльсдорф с водяной мельницей на Тангере.
Остатки скита и часовни, упомянутые в земельной книге еще в 1375 году, были использованы для строительства каменных мостов через реку Тангер на Чаусзее в Тангермюнде, которое было завершено в 1806 году.

#### Наводнения
Приходской священник Август Вильгельм Польман в 1829 году сообщал о наводнении 1820 года: «У Грибена дамба порвалась в результате закупорки льдом, и вся Эльба теперь течет через Бух и Бёльсдорф в Тангер. Высота воды была 109 дюймов.»

#### Первое упоминание 1335
Историк Петер П. Рорлах указывает, что утверждение Пауля Купки о том, что Бёльсдорф впервые упоминается как Палесторп в 1335 году, не соответствует действительности. Он утверждает, что упоминания Палесторпа в Кодексе Риделя показывают, что в 1335 году Горн и Палесторп были заложены маркграфом. Только после конфискации 1503 года, с заявлением vnnd die Dorpe Hohengarne vndt Paltorff im Lannde zu Jerichow, стало ясно, что оба места вовсе не принадлежали Альтмарку.

#### Становление
До 1807 года Бёльсдорф входил в округ Тангермюнде, а до 1813 года — в кантон Грибен. После этого коммуна Бёльсдорф вошла в состав района Стендаль, который позже стал административным районом Стендаль. 30 сентября 1928 года приусадебный район Кёкте был объединен с сельской коммуной Бёльсдорф. С 25 июля 1952 года коммуна Бёльсдорф с районом Кёкте входила в состав района Тангерхютте. После его расформирования первого января 1988 года он был отнесен к округу Стендаль. Наконец, первого июля 1994 года он стал частью округа Стендаль.
До 31 декабря 2009 года Бёльсдорф был самостоятельным муниципалитетом с районом Кёкте и входил в состав ныне расформированной административной общины Тангермюнде.
На основании соглашения об изменении территории муниципальный совет Бёльсдорфа 9 июня 2009 года принял решение о включении коммуны Бёльсдорф в состав города Тангермюнде. Это соглашение было одобрено округом как нижестоящим муниципальным надзорным органом и вступило в силу первого января 2010 года.
В соответствии с параграфом номер восемьдесят шесть и Муниципального кодекса Саксонии-Анхальт в населенном пункте была введена местная конституция и сформирован местный совет, в который первоначально входили девять членов, включая местного мэра.

#### Статистика
| Jahr          | 1734 | 1772 | 1790 | 1798 | 1801 | 1818 | 1840 | 1864 | 1871 | 1885 | 1892 | 1895 | 1900 | 1905 |
| Bölsdorf      | 96   | 60   | 139  | 141  | 145  | 140  | 172  | 209  | 207  | 176  | 212  | 179  | 219  | 162  |
| Am Tanger     |      |      |      |      |      |      |      |      |      | 07   |      | 03   |      |      |
| In den Tannen |      |      |      |      |      |      |      |      |      | 09   |      | 03   |      | 012  |
| Kohlhofsberg  |      |      |      |      |      |      |      |      |      | 032  |      | 032  |      | 027  |

| Jahr | Einwohner |
| ---- | --------- |
| 1910 | [00]215   |
| 1925 | 349       |
| 1939 | 317       |
| 1946 | 451       |
| 1964 | 402       |
| 1971 | 444       |

| Jahr | Einwohner |
| ---- | --------- |
| 1981 | 340       |
| 1993 | 296       |
| 2000 | [00]301   |
| 2006 | 317       |
| 2010 | [0]274    |
| 2014 | [00]250   |

| Jahr | Einwohner |
| ---- | --------- |
| 2015 | [00]245   |
| 2020 | [0]241    |
| 2021 | [0]236    |

## Этимология
Генрих Зюльтманн считает, что названия «bolkerstorf» в 1438 году, «bolstorpe» в 1540 году указывают на немецкое имя собственное и старосаксонский суффикс «torp» для слова «деревня».

## Религия
Протестантский приход Бёльсдорфа раньше относился к приходу Буха.
Сейчас он обслуживается приходом Коббель-Грибен в церковном округе Штендаль в округе Штендаль-Магдебург протестантской церкви в Центральной Германии. Самые старые сохранившиеся церковные записи по Бёльсдорфу датируются 1833 годом, а более ранние можно найти в Бухе. Однако большая часть церковных архивов в Бухе сгорела при пожаре в 1836 году.
Христиане-католики относятся к приходу Святой Елизаветы в Тангермюнде в деканате Штендаль в епархии Магдебурга.

## Политика

### Мэр
Первым мэром после регистрации города был Дитер Мельцер. На посту мэра его сменил Арно Кесемейер.

### Местный совет
На выборах в местный совет 26 мая 2019 года баллотировалось «Объединение избирателей Бёльсдорфа» и получило все восемь возможных мест.
Член совета, набравший наибольшее количество голосов, Арно Кесемейер, стал местным мэром.
Явка составила 78,3 %.

## Культура и достопримечательности

### Кирка
Протестантская деревенская церковь Бёльсдорфа, классицистическое здание с органом конца 19 века, была построена в 1836-38 гг

### Мемориал
Церковь стоит на деревенском кладбище.
На Дорфштрассе, где также находится памятник павшим в Первой и Второй мировых войнах, военный мемориал Бёльсдорфа, представляющий собой ступенчатую стелу с прикрепленной именной табличкой, украшенной железным крестом.

## Транспорт
Община Бёльсдорф расположена на проселочной дороге между городами Тангермюнде и Тангерхютте. Имеется железнодорожное сообщение со Стендалем в Тангермюнде, а также с Магдебургом и Стендалем в Тангерхютте, в двенадцати километрах. Обычные автобусы и автобусы по вызову Регионального управления по обслуживанию населения Вестзахсена (RVW) работают под маркой Stendalbus.